# Orinocodwergspecht
De Orinocodwergspecht (Picumnus pumilus) is een vogel uit de familie Picidae (spechten).

## Verspreiding en leefgebied
Deze soort komt voor in het noordwestelijk Amazonebekken in oostelijk Colombia, zuidelijk Venezuela en noordwestelijk Brazilië.